# Onthophagus apiciosus
Onthophagus apiciosus là một loài bọ cánh cứng trong họ Bọ hung (Scarabaeidae).